# مدل غیرتصادفی دو مایع
مدل غیرتصادفی دو مایع (به انگلیسی: Non-random two-liquid model) یک نوع ضریب فعالیت است که ضرایب فعالیت (به انگلیسی: Activity Factor) یک ترکیب را به کسرهای مولی (به انگلیسی: Mole Fractions) آن در فاز مایع مرتبط می‌کند. این مدل اغلب در مهندسی شیمی برای محاسبه تعادل فاز استفاده می‌شود. مفهوم این مدل براساس فرضیه ویلسون می‌باشد که بیان می‌دارد غلظت موضعی اطراف یک مولکول با غلظت کل ماده متفاوت می‌باشد. این موضوع به علت تفاوت انرژی برهم کنش (به انگلیسی: Interaction Energy) مولکول مرکزی با مولکول‌های هم نوع و غیرهم نوع خودش می‌باشد. این اختلاف انرژی منجر به یک فرایند غیرتصادفی در سطح مولکولی‌های موضعی می‌گردد. مدل دو مایع غیرتصادفی مربوط به مدل‌های به اصطلاح ترکیب محلی می‌باشد. مدل‌های دیگر از این نوع، مدل یونیکواک، مدل یونیفاک و مدل ویلسون می‌باشد. این مدل‌ها از لحاظ ترمودینامیکی برای یک مدل تک سیال برای یک مخلوط واقعی برقرار نیستند، زیرا همان‌طور که فلمر در سال ۱۹۷۶ نشان داد، این فرضیه که ترکیب محلی اطراف یک مولکول از ترکیب محلی اطراف مولکول دیگر مستقل باشد درست نیست. درحالی که اگر از یک مدل فرضی دو مایع استفاده شود، شرایط برقرار خواهد بود.

## استخراج معادلات
رنون و پراسنیتز (۱۹۶۸) به دنبال ویلسون (۱۹۶۴) تحقیقات خود را با تئوری ترکیبات موضعی آغاز کردند اما به جای استفاده از رابطه حجمی فلوری-هیوگینز از رابطه دیگری استفاده کردند که به شرح زیر است.
{\displaystyle {\frac {x_{21}}{x_{11}}}={\frac {x_{2}}{x_{1}}}{\frac {\exp(-\alpha _{21}g_{21}/RT)}{\exp((-\alpha _{11}g_{11}/RT)}}}
سپس انرژی آزاد گیبس اضافی با یک پارامتر جدید غیرتصادفی {\displaystyle \alpha } تعیین می‌شود.
{\displaystyle {\frac {G^{ex}}{RT}}=\sum _{i}^{N}x_{i}{\frac {\tau _{ji}G_{ji}x_{j}}{\sum _{k}^{N}G_{ki}x_{k}}}}
بر خلاف معادله ویلسون، این معادله می‌تواند مخلوط‌های تا حدی قابل امتزاج را پیش‌بینی کند. با این حال، بسط Wohl برای {\displaystyle H^{ex}} مناسب‌تر است تا {\displaystyle G^{ex}} و داده‌های تجربی همیشه به اندازه کافی برای به دست آوردن سه مقدار مناسب نیستند. به این ترتیب تلاش‌های بعدی برای گسترش معادله ویلسون به امتزاج پذیری جزئی (یا گسترش نظریه شبه‌شیمیایی گوگنهایم برای مخلوط‌های غیر تصادفی به مولکول‌های با اندازه‌های مختلف ویلسون) در نهایت باعث پیدایش نوع دیگری از مدل غیرتصادفی تحت عنوان یونیکواک گردید.

## معادلات مخلوط دوگانه
برای یک مخلوط دوگانه از توابع زیر استفاده می‌شود:
{\displaystyle {\begin{cases}\ln \gamma _{1}=x_{2}^{2}\left[\tau _{21}({\frac {G_{21}}{x_{1}+x_{2}G_{21}}})^{2}+{\frac {\tau _{12}G_{12}}{(x_{1}+x_{2}G_{12})^{2}}}\right]\\\ln \gamma _{1}=x_{1}^{2}\left[\tau _{12}({\frac {G_{12}}{x_{1}+x_{2}G_{12}}})^{2}+{\frac {\tau _{21}G_{21}}{(x_{1}+x_{2}G_{21})^{2}}}\right]\end{cases}}}
مقادیر {\displaystyle G_{21}} و {\displaystyle G_{12}} به شرح زیر است:
{\displaystyle {\begin{cases}\ln G_{12}=-\alpha _{12}\tau _{12}\\\ln G_{21}=-\alpha _{21}\tau _{21}\end{cases}}}
در اینجا {\displaystyle \tau _{12}} و {\displaystyle \tau _{21}} پارامترهای برهم کنش بی بعد هستند که با پارامترهای {\displaystyle {\ce {\Delta g_{12}}}} و {\displaystyle {\ce {\Delta g_{21}}}} ارتباط دارند.
{\displaystyle {\begin{cases}\tau _{12}={\frac {\Delta g_{12}}{RT}}={\frac {U_{12}-U_{22}}{RT}}\\\\\tau _{12}={\frac {\Delta g_{21}}{RT}}={\frac {U_{21}-U_{11}}{RT}}\end{cases}}}
دراینجا منظور از R ثابت جهانی گاز و T دمای مطلق است. {\displaystyle U_{ij}} انرژی بین سطوح مولکولی i و j است. به همین ترتیب {\displaystyle U_{ii}} برابر انرژی تبخیر می‌باشد. دراینجا {\displaystyle U_{ij}} و {\displaystyle U_{ji}} باهم برابر هستند اما {\displaystyle {\ce {\Delta g_{ij}}}} لزوماً با {\displaystyle {\ce {\Delta g_{ji}}}} برابر نیست.
{\displaystyle \alpha _{12}} و {\displaystyle \alpha _{21}} پارامترهای غیرتصادفی می‌باشند و معمولاً با هم برابر هستند. در مایعات که توزیع محلی در اطراف مولکول مرکزی تصادفی است، پارامتر {\displaystyle \alpha _{12}} مساوی صفر می‌باشد. دراین حالت معادله فعالیت مارگولز (به انگلیسی: Margules activity model) استخراج می‌شود.
{\displaystyle {\begin{cases}\ln \gamma _{1}=x_{2}^{2}\left[\tau _{21}+\tau _{12}\right]=Ax_{2}^{2}\\\ln \gamma _{1}=x_{1}^{2}\left[\tau _{12}+\tau _{21}\right]=Ax_{1}^{2}\end{cases}}}
در کاربرد، مقدار {\displaystyle \alpha _{12}} برابر ۰٫۲، ۰٫۳ یا ۰٫۴۸ قرار داده می‌شود. مقدار دوم اغلب برای سیستم‌های آبی استفاده می‌شود. مقادیر بالا نشان دهنده ساختار منظم ناشی از پیوندهای هیدروژنی است. با این حال، در توصیف تعادل مایع-مایع، پارامتر غیرتصادفی روی ۰٫۲ تنظیم شده است تا از توصیف نادرست مایع-مایع جلوگیری شود. در برخی حالتها با تنظیم {\displaystyle \alpha _{12}=-1} توصیف بهتری برای تعادل فاز به دست می‌آید. با این حال این راه حل ریاضی از دیدگاه فیزیکی غیرممکن است؛ زیرا هیچ سیستمی نمی‌تواند تصادفی تر از تصادفی ({\displaystyle \alpha _{12}=0}) باشد. به‌طور کلی مدل غیرتصادفی دو مایه به دلیل پارامترهای غیرتصادفی اضافی، انعطاف‌پذیری بیشتری را در توصیف تعادل فاز نسبت به سایر مدل‌ها ارائه می‌دهد. با این حال، در عمل این انعطاف‌پذیری کاهش می‌یابد تا از توصیف تعادل اشتباه خارج از محدوده داده‌های رگرسیون جلوگیری شود.
ضرایب فعالیت محدود کننده (به انگلیسی: Limiting Activity Coefficients) که به عنوان ضرایب فعالیت در فرایند رقیق شدن نامحدود شناخته می‌شود، به صورت زیر محاسبه می‌شود:
{\displaystyle {\begin{cases}\ln \gamma _{1}^{\infty }=\left[\tau _{21}+\tau _{12}\exp(-\alpha _{12}\tau _{12})\right]\\\ln \gamma _{2}^{\infty }=\left[\tau _{12}+\tau _{21}\exp(-\alpha _{12}\tau _{21})\right]\end{cases}}}
عبارت بالا نشان می‌دهد که در {\displaystyle \alpha _{12}=0} ضرایب محدودکننده برابر هستند. این وضعیت برای مولکول‌هایی با اندازه یکسان، اما با قطبیت‌های متفاوت رخ می‌دهد. همچنین نشان می‌دهد، از آنجایی که سه پارامتر در دسترس است، مجموعه‌های متعددی از راه حل‌ها امکان‌پذیر است.

## معادلات عمومی
معادلات عمومی ضریب محدودکننده برای جزء i از مخلوطی شامل n جزء به شرح زیر است:
{\displaystyle \ln(\gamma _{i})={\frac {\sum _{j=1}^{N}\tau _{ji}G_{ji}x_{j}}{\sum _{k=1}^{N}G_{ki}x_{k}}}+\sum _{j=1}^{N}{\frac {G_{ij}x_{j}}{\sum _{k=1}^{N}G_{kj}x_{k}}}{\biggl (}\tau _{ij}-{\frac {\sum _{m=1}^{N}x_{m}\tau _{mj}G_{mj}}{\sum _{k=1}^{n}x_{k}G_{kj}}}{\biggr )}}
{\displaystyle G_{ij}=\exp(-\alpha _{ij}\tau _{ij})}
{\displaystyle \alpha _{ij}=\alpha _{ij_{0}}+\alpha _{ij_{1}}T}
{\displaystyle \tau _{ij}=A_{ij}+B_{ij}/T+C_{ij}/T^{2}}
شکل‌های متنوعی برای نوشتن توابع {\displaystyle \alpha _{ij}} و {\displaystyle \tau _{ij}} وجود دارد که در این قسمت عمومی‌ترین شکل توابع آورده شده است.

## پارامترهای وابسته به دما
برای توصیف تعادل فاز در یک رژیم دمایی بزرگ، به عنوان مثال. بزرگتر از ۵۰کلوین، پارامتر برهمکنش باید وابسته به دما باشد. به‌طور کلی از دو فرمت استفاده می‌شود.
- معادله توسعه یافته آنتوان:

{\displaystyle \tau _{ij}=f(T)=a_{ij}+{\frac {b_{ij}}{T}}+c_{ij}\ln T+d_{ij}T}
در اینجا اصطلاحات لگاریتمی و خطی عمدتاً در توصیف تعادل مایع-مایع استفاده می‌شود.
- چندجمله ای درجه دوم:

{\displaystyle \Delta g_{ij}=f(T)=a_{ij}+b_{ij}.T+c_{ij}T^{2}}

## تعیین پارامتر
پارامترهای مدل غیرتصادفی برروی ضرایب فعالیتی که از داده‌های تعادل فاز به‌طور تجربی تعیین شده (بخار-مایع، مایع-مایع، جامد-مایع) و همچنین از گرمای اختلاط به دست آمده است، برازش می‌شوند. منبع داده‌های تجربی اغلب بانک‌های داده واقعی مانند بانک داده دورتموند (به انگلیسی: Dortmund Data Bank) هستند. گزینه‌های دیگر کار آزمایشی مستقیم و ضرایب فعالیت پیش‌بینی شده با یونیفاک و مدل‌های مشابه است. قابل توجه این است که برای یک مخلوط مایع ممکن است چندین مجموعه پارامتر مدل غیرتصادفی وجود داشته باشد. این پارامترها بستگی به نوع تعادل فاز دارد (به عنوان مثال: جامد-مایع، مایع-مایع و بخار-مایع). در مورد توصیف تعادل بخار-مایع، لازم است بدانیم که کدام فشار بخار اشباع از اجزای خالص استفاده شده است و آیا فاز گاز به عنوان یک گاز ایده‌آل یا واقعی در نظر گرفته شده است یا خیر. مقادیر دقیق فشار بخار اشباع شده در تعیین یا توصیف یک آزئوتروپ مهم است. ضرایب فوگاسیته گاز عمدتاً روی واحد تنظیم می‌شوند (فرض گاز ایده‌آل)، اما برای تعادل بخار-مایع در فشارهای بالا (یعنی بیش از ۱۰بار) یک معادله حالت برای محاسبه ضریب فوگاسیته گاز برای توصیف گاز واقعی مورد نیاز است.
تعیین پارامترهای مدل غیرتصادفی از داده‌های تعادل مایع-مایع (به انگلیسی: LLE) پیچیده‌تر از رگرسیون پارامتر از داده‌های تعادل بخار-مایع (به انگلیسی: VLE)است زیرا شامل حل معادلات هم‌فعالیتی است که بسیار غیرخطی هستند. علاوه بر این، پارامترهای به‌دست‌آمده از LLE ممکن است (به دلیل عدم آگاهی از مقادیر فعالیت مؤلفه‌ها در رگرسیون داده‌ها) همیشه نشان‌دهنده فعالیت واقعی مؤلفه‌ها نباشد. به همین دلیل لازم است سازگاری پارامترهای به‌دست‌آمده در کل طیف ترکیبات (شامل زیرسیستم‌های باینری، خطوط دروغ تجربی و محاسبه‌شده، ماتریس هسین و غیره) تأیید شود.